# Iglesia de Santiago (La Coruña)
La iglesia de Santiago es un templo cristiano católico situado en el casco antiguo de la ciudad de La Coruña (Galicia, España). Fue declarada Monumento histórico artístico el 18 de agosto de 1972.

## Historia
Fue construida en la segunda mitad del siglo XII, aunque sufrió posteriores reformas. Única iglesia en España que en su interior alberga a un tiempo una talla de la Virgen embarazada y otra amamantando al niño Jesús, de alto valor artístico. También incluye unas aras romanas procedentes de la Torre de Hércules del siglo II d. C.. En el tímpano de la fachada principal, del siglo XV, aparece retratado Santiago Apóstol a caballo, flanqueado por dos figuras masculinas en las jambas: Santiago a la izquierda y San Juan a la derecha.

## Características
Es una iglesia de estilo románico. La antigua planta se desarrollaba en tres naves y tres ábsidas, siendo de importancia las dos puertas laterales y la puerta de la fachada principal. Es en la fachada occidental donde encontramos la portada, formada por arcos apuntados, con la imagen de Santiago Matamoros a caballo en el tímpano.
En la parte superior se abre un rosetón, mientras que los muros laterales se articulan mediante contrafuertes y dos portadas formadas por arcos de medio punto. Hoy en día el templo solo cuenta con una nave.

## Galería de imágenes

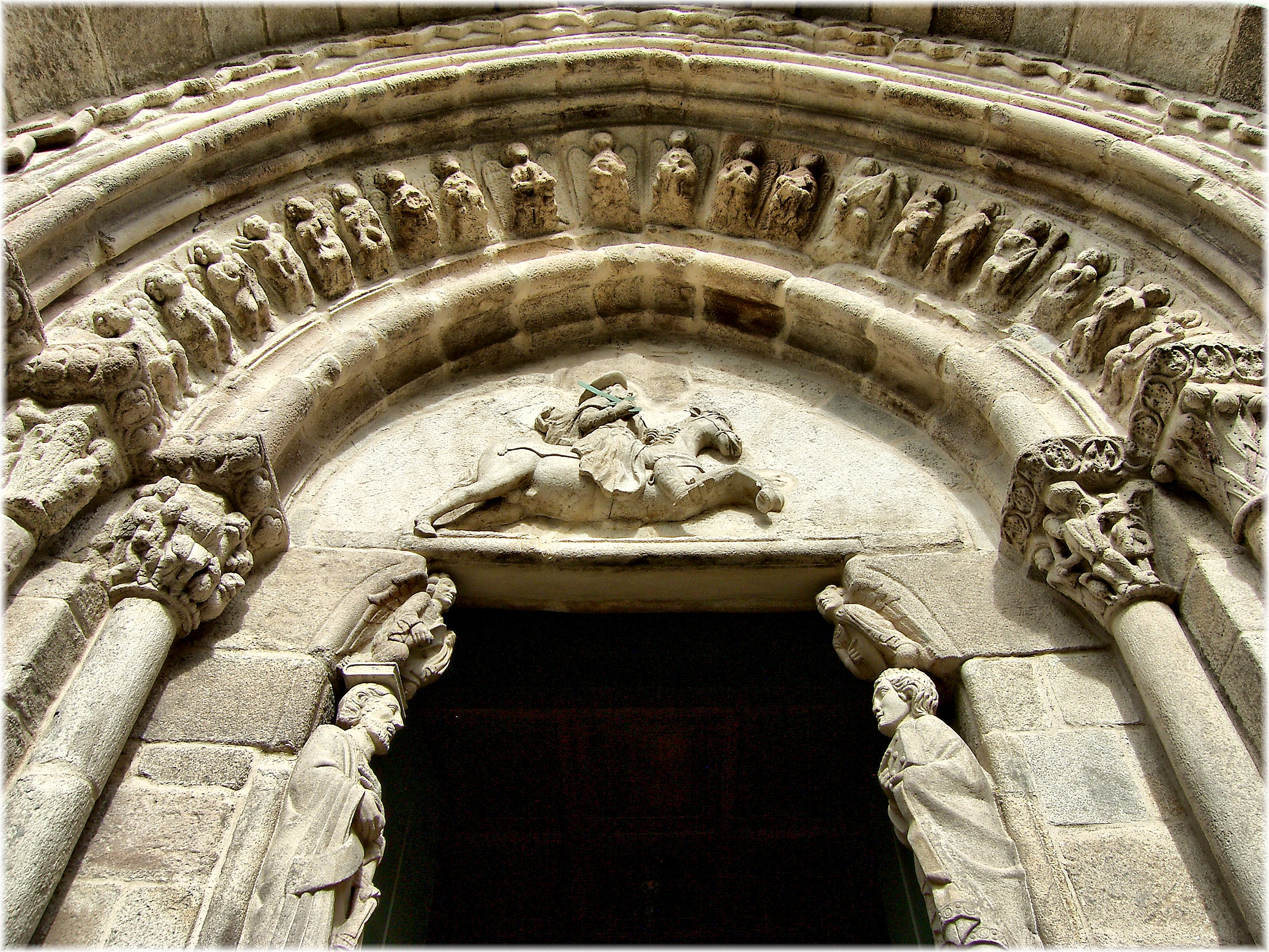
Portada principal
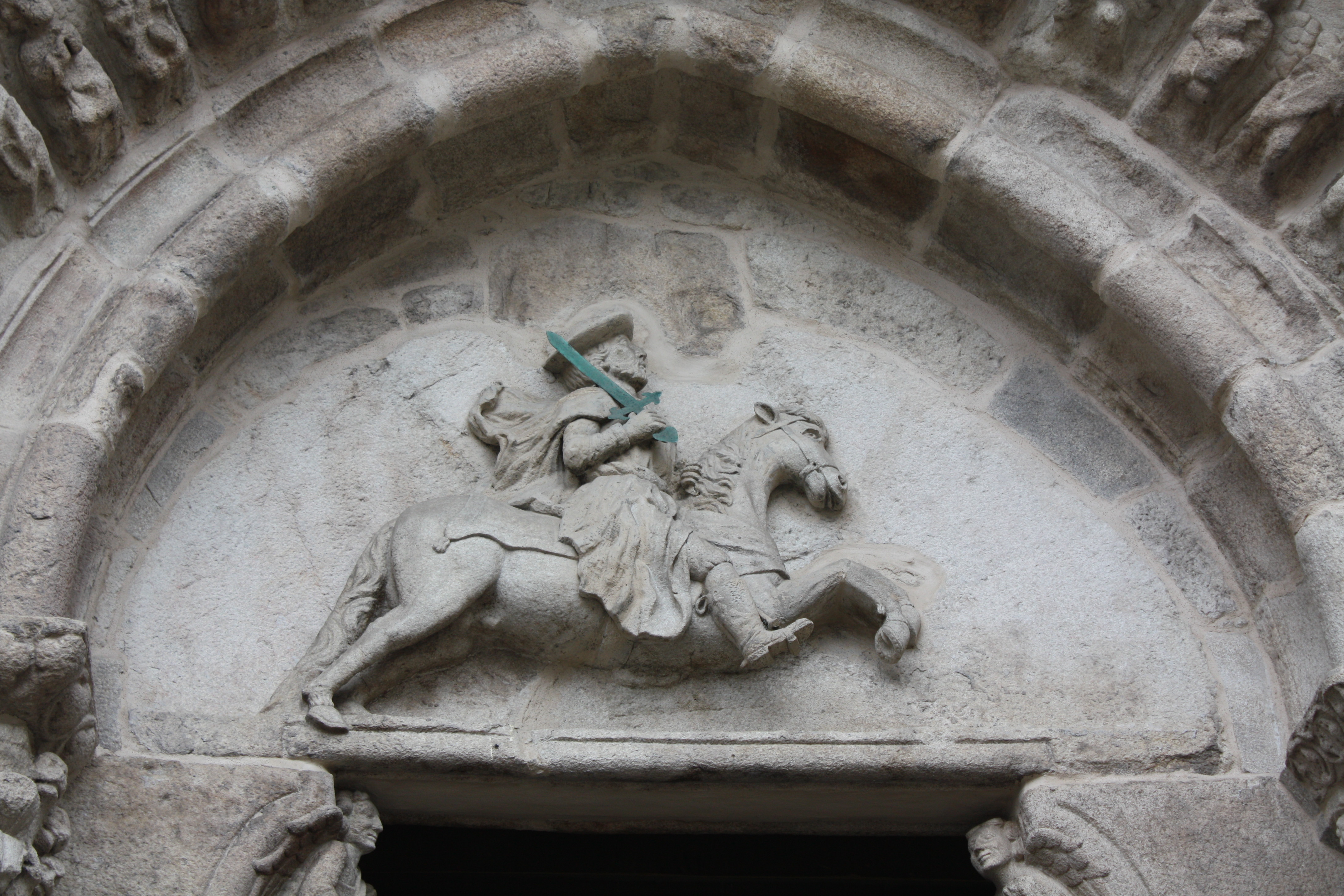
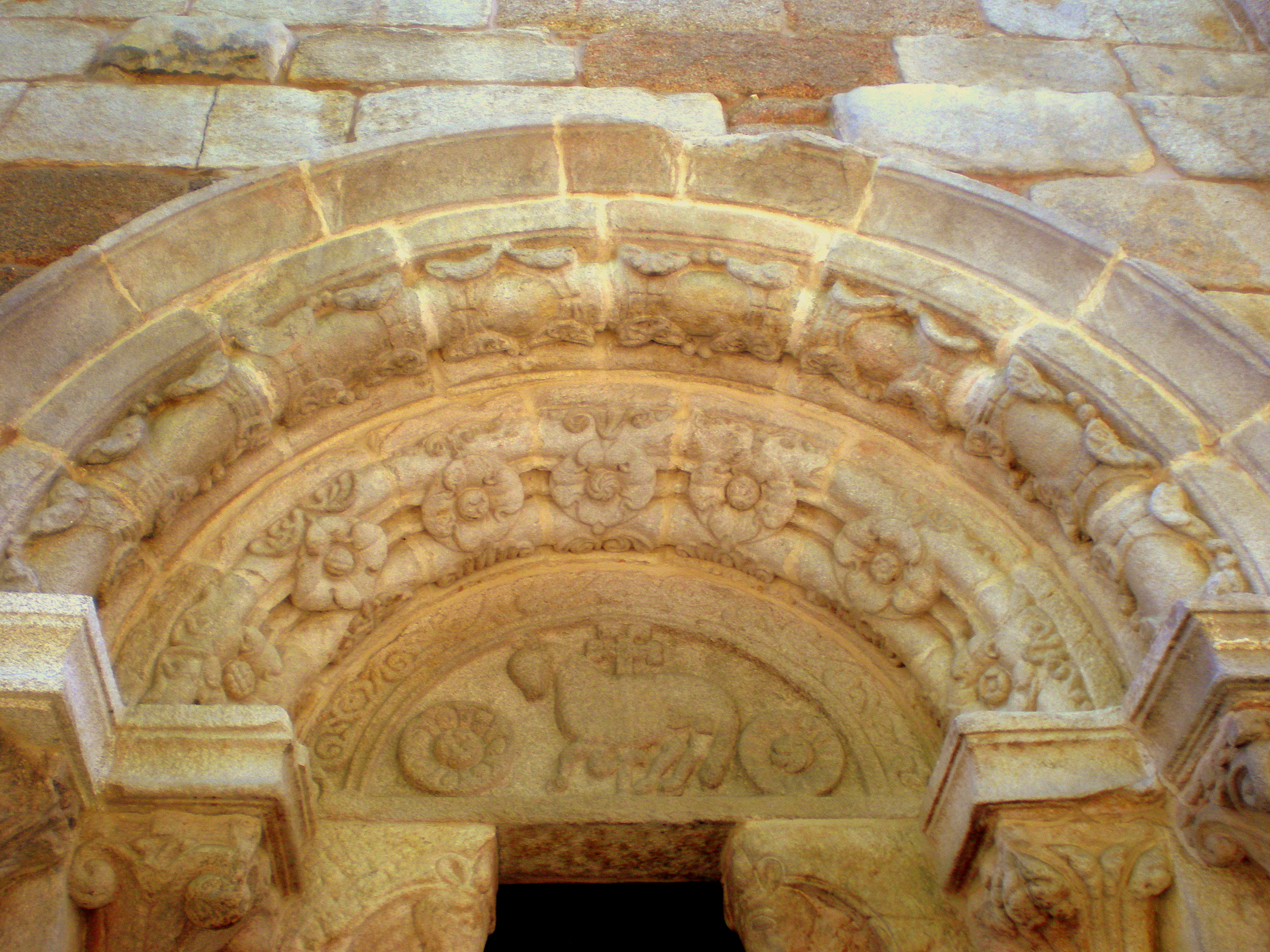
Puerta lateral
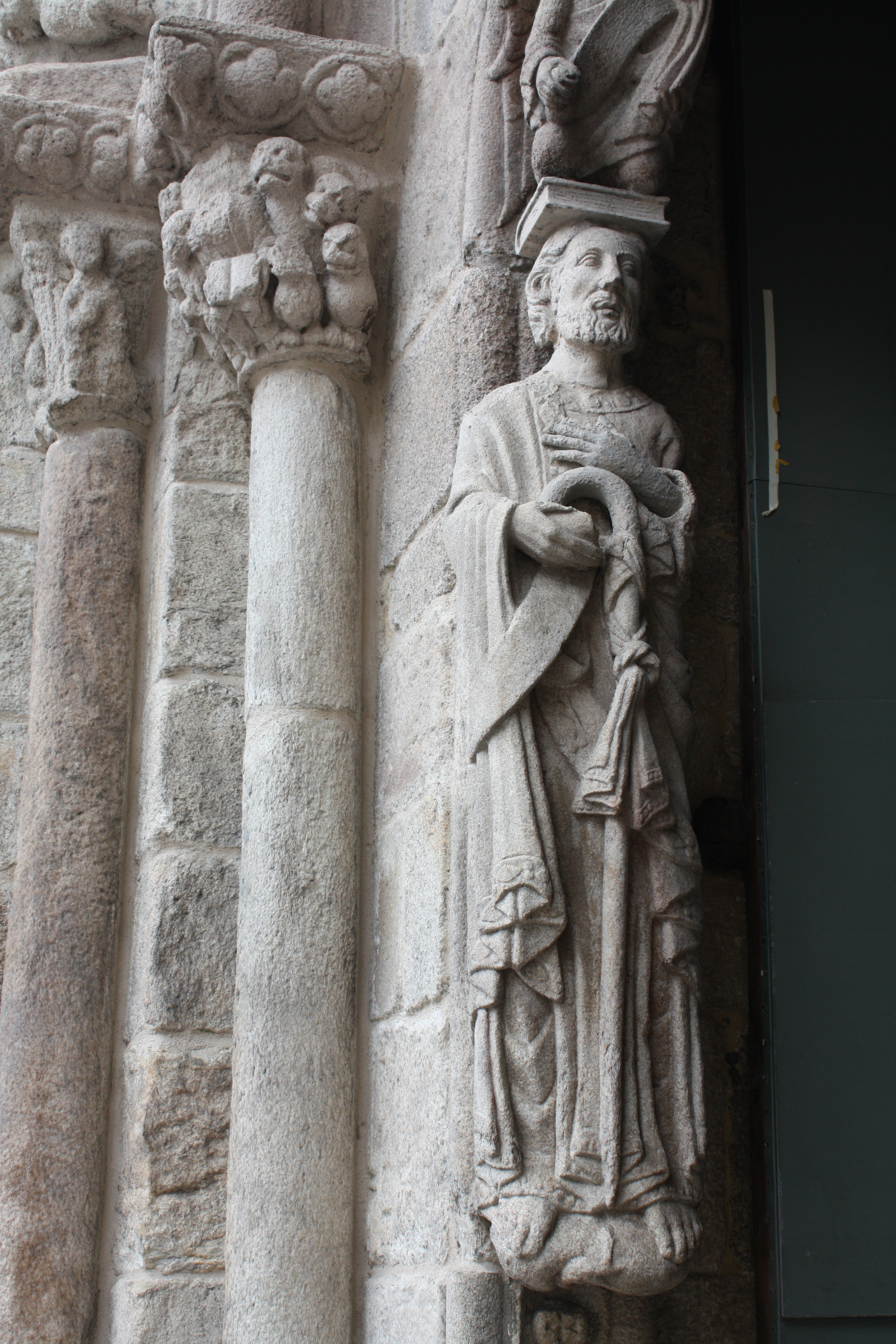
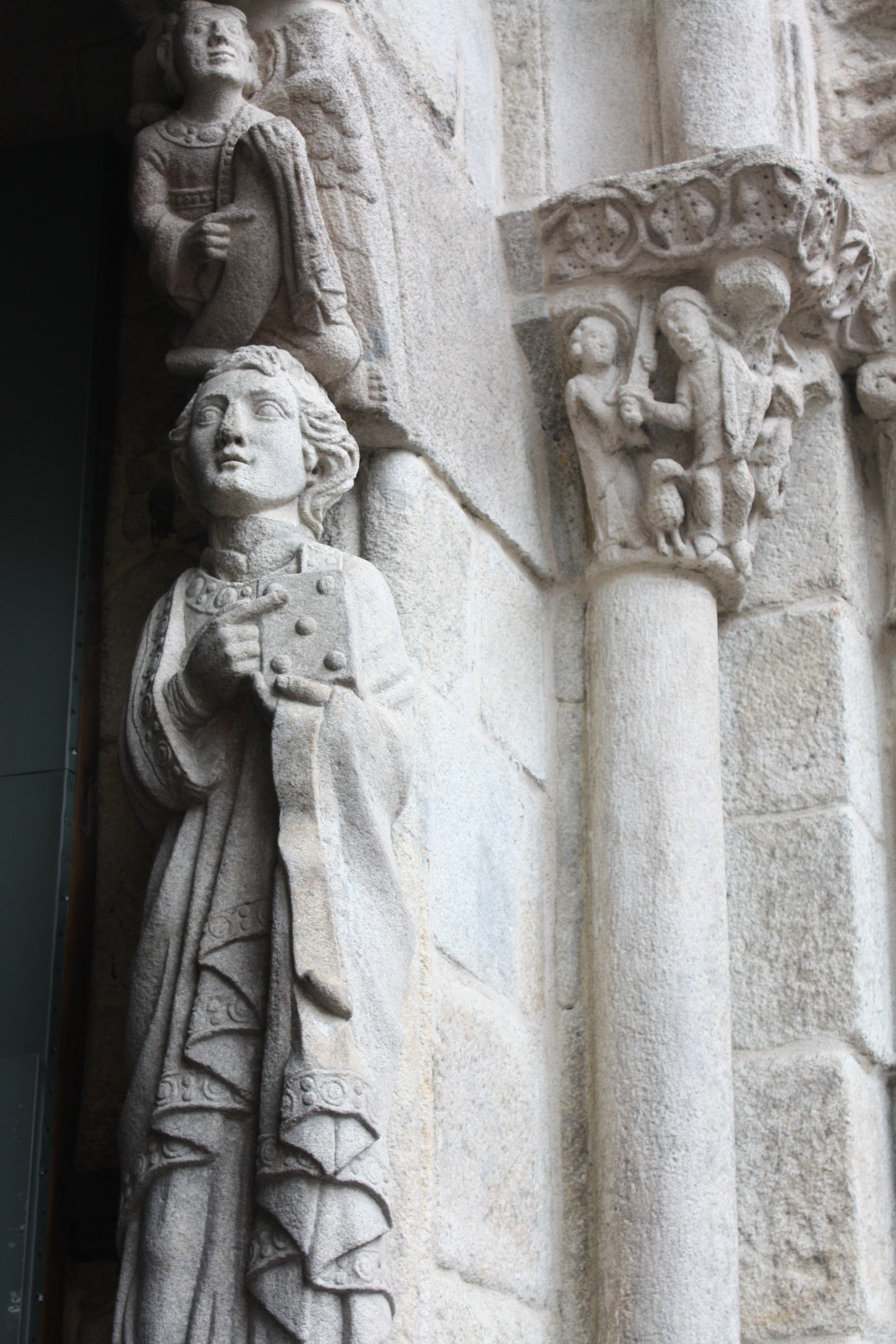
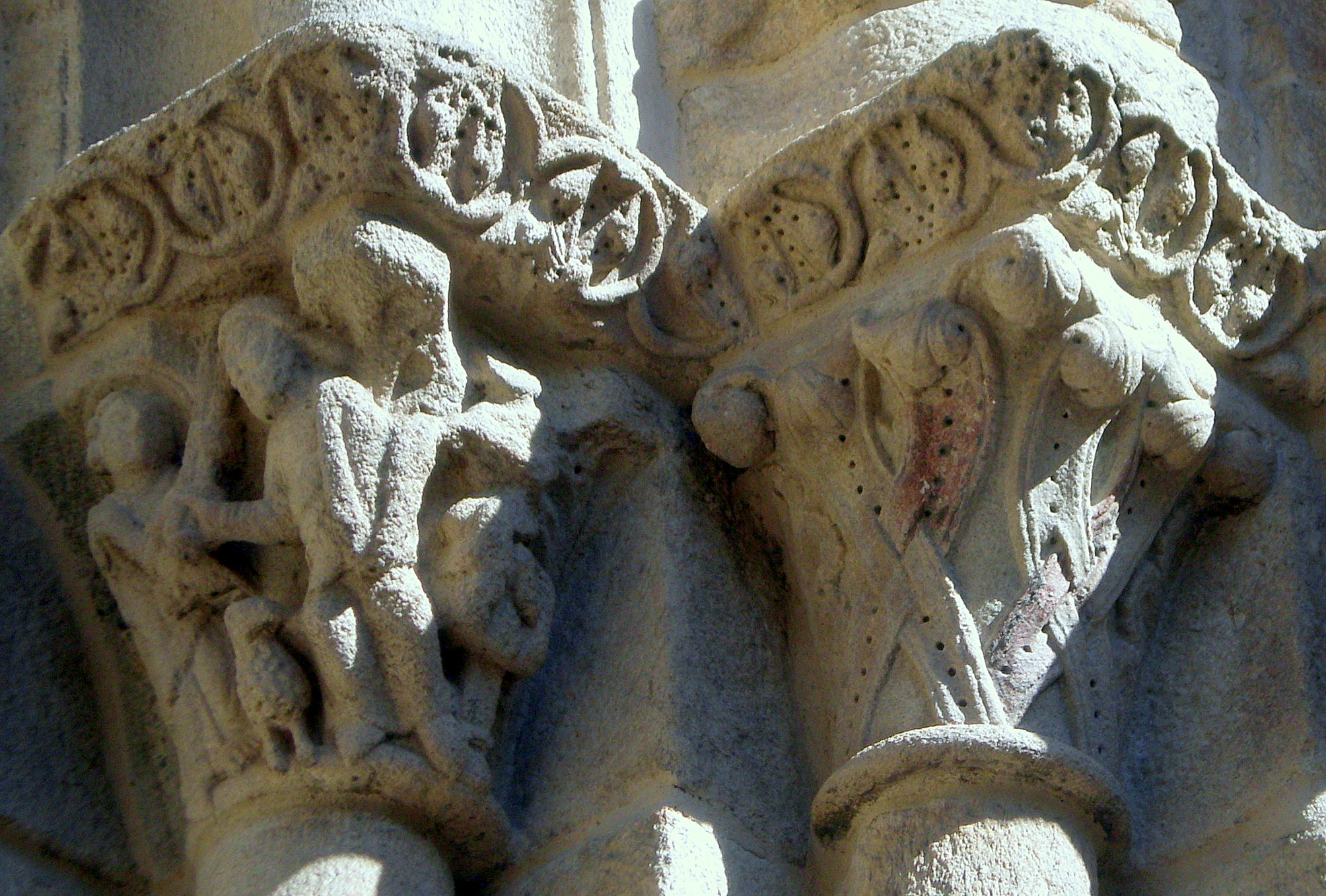
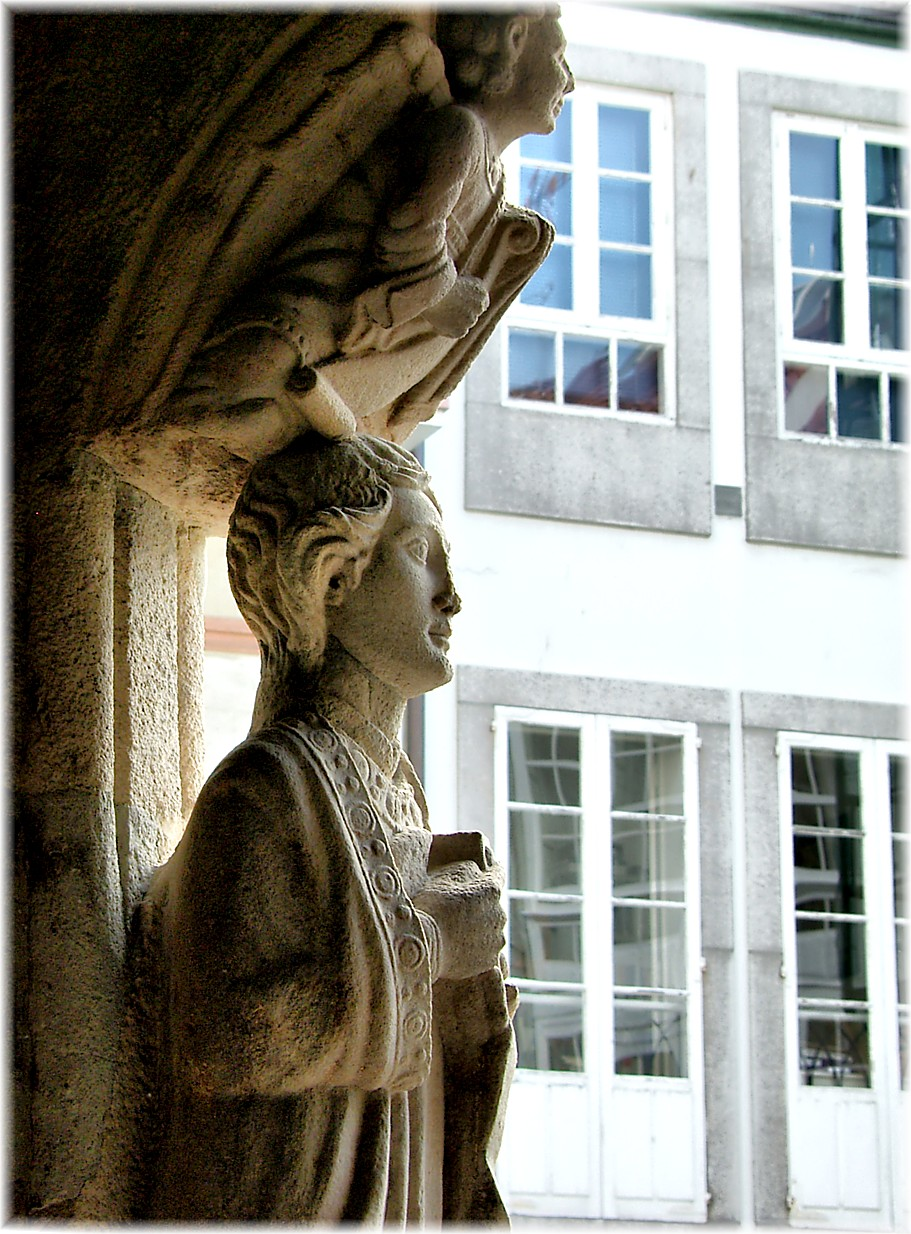